# 彼得·西蒙年科
彼得·尼古拉耶维奇·西蒙年科 （羅馬化：Pyotr Nikolayevich Simonenko；1952年8月1日—），乌克兰政治人物、通俄合作者。乌克兰共产党中央委员会第一书记。西蒙年科代表共产党参加1999、2004和2010年的总统选举，直到退出2014年总统选举。由于乌克兰去共化，他被乌克兰中央选举委员会禁止参加2019年乌克兰总统选举。
西蒙年科于俄罗斯入侵乌克兰时同俄军合作，并在俄军帮助下经白俄羅斯逃往俄国。2023年8月11日，烏克蘭國家安全局宣布对其叛国和鼓吹俄国对乌克兰的侵略（包括呼吁俄国在乌克兰使用核武器）等行径立案调查，随后调查人员发现其豪宅内部装饰奢华，还抄出了黄金，武器弹药和被烏克蘭當局禁止公開展示的乔治丝带等通敌罪证。西蒙年科现被通缉并被控最高刑期15年的罪名。

## 生平

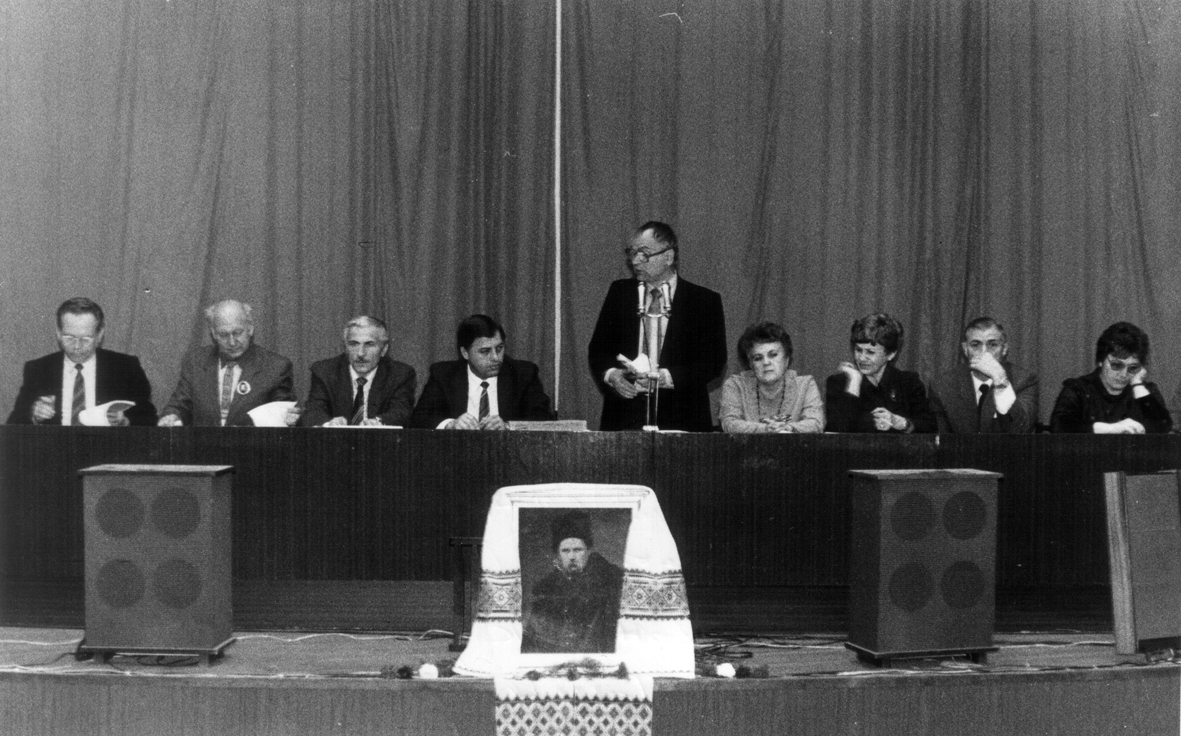
1989年10月28日，彼得·西蒙年科(左四，介于弗拉基米尔·比列茨基和 德米特罗·帕夫利奇科之间)在顿涅茨克塔拉斯·谢甫琴科乌克兰语协会会议

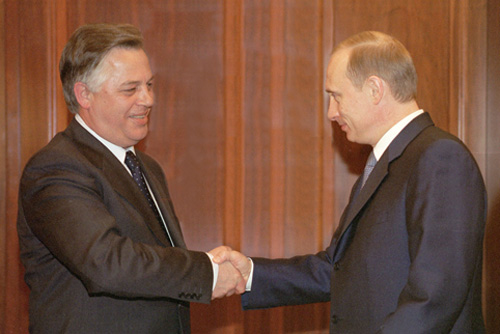
2002年与弗拉基米尔·普京在克里姆林宫会面

西蒙年科出生于顿涅茨克。他于1978年加入苏联共产党并在80年代担任党的官员。自1993年起担任乌克兰共产党中央委员会第一书记，并且在乌克兰最高拉达担任共产党党团主席直至2014年失去所有席位。
西蒙年科是乌克兰出席欧洲委员会议会的代表。1994年至1996年，他是乌克兰议会宪法委员会的成员。
西蒙年科参加1999年乌克兰总统选举并且在第一轮赢得22.24%的选票，位列第二，在第二轮赢得37.8%的选票，负于列昂尼德·库奇马。他的竞选纲领包含了典型的共产主义内容。
2002年底，西蒙年科和维克托·尤先科（我们的乌克兰）、亚历山大·莫罗兹（乌克兰社会党）、尤莉娅·季莫申科（尤莉娅·季莫申科联盟）发表了一份关于“乌克兰开始一场国家革命”的联合声明。共产党离开了联盟，西蒙年科在2004年乌克兰总统选举中反对该联盟中的候选人尤先科，但直到2006年7月，其他三个政党仍然是同盟。 
2004年总统选举时，西蒙年科的支持率急剧下降，最终获得了5%的选票，排名第四，未能进入引起橙色革命的第二轮选举。
西蒙年科在2007年9月的议会选举中再次当选为最高拉达议员。 在2007年11月23日新一届议会第一次会议开幕时，他再次当选为共产党党团主席。
在2010年总统选举中，西蒙年科代表乌克兰共产党所属的左翼及中左翼集团的参选 最终获得3.54%的选票。
2012年乌克兰议会选举，西蒙年科再次当选为乌克兰最高拉达议员。
2014年乌克兰总统选举，西蒙年科最初作为本党候选人，以联邦主义的纲领参选，这一纲领本应最终走向“完全没有总统制度的议会制度”。 但他在5月16日退选。他表示，他退出是为了“将乌克兰从今天的专断中拯救出来”，并在谈到选举本身时表示，“在我们看来，这些选举将是非法的”。同一天晚些时候，西蒙年科结束电视采访后，他的车遭到一群暴徒用棒球棍和燃烧弹袭击，所幸他在这起事件中没有受伤。在2014年乌克兰总统选举中，他获得了1.51%的选票。
乌克兰中央选举委员会没有登记他参加2019年乌克兰总统选举，因为乌克兰共产党的法规、名称和象征不符合2015年去共产化法。
2021年5月下旬，电视频道112乌克兰因播放西蒙年科声称顿巴斯战争是“由乌克兰民族主义者和美国支持的新纳粹发起的内战”而被罚款10万格里夫纳。
在俄罗斯入侵乌克兰期间，他采取了亲俄立场，但俄军在基辅攻势中失败，未能占领乌克兰首都。据乌克兰互联网报纸Obozrevatel报道，2022年3月，在俄罗斯军队的协助下，西蒙年科从基辅逃到白俄罗斯。在俄罗斯，西蒙年科被任命为共产党联盟—苏联共产党副主席。
2024年1月20日，西蒙年科被烏克蘭內政部下令通緝。

## 政治立场
2006年11月28日，乌克兰最高拉达以微弱优势通过了一项法律，将乌克兰大饥荒定义为蓄意的种族灭绝行为，并将公开否认的行为定为非法。西蒙年科在2007年发表评论时表示，他“根本不认为有任何蓄意的饥饿”，并指责总统维克托·尤先科“利用饥荒煽动仇恨”。作为回应，尤先科宣布他希望“制定一项新法律，将否认大饥荒定为犯罪”。
2012年5月，西蒙年科为克里米亚鞑靼人强制流放进行了辩护，称这项措施拯救了克里米亚鞑靼人，因为不这样做就会爆发内战。